# Tom Ewell
Tom Ewell (eigentlich Samuel Yewell Tompkins; * 29. April 1909 in Owensboro, Kentucky; † 12. September 1994 in Woodland Hills, Kalifornien) war ein US-amerikanischer Film- und Theaterschauspieler.

## Leben
Tom Ewell begann mit der Schauspielerei im Sommer 1928 in dem Musical Summer Stock neben Don Ameche. Obwohl er auf Wunsch seiner Familie ursprünglich Anwalt werden sollte, zog er 1931 nach New York und erhielt Schauspielunterricht in einer Klasse mit Montgomery Clift und Karl Malden. 1934 spielte er erstmals am Broadway, 1940 debütierte er in einer kleinen Rolle beim Film. Er trat in den ersten Jahren vor allem in komödiantischen Nebenrollen auf. Mit seinem eher durchschnittlichen Aussehen und einer sich überschlagenden Stimme hatte er es nach eigener Aussage nicht leicht, Hauptrollen zu ergattern. Größere Aufmerksamkeit als Filmschauspieler erhielt er erstmals im Jahr 1949 durch die Filmkomödie Ehekrieg, wo er neben Spencer Tracy und Katharine Hepburn einen untreuen Ehemann verkörperte.
Seine wahrscheinlich bekannteste Rolle spielte er als Richard Sherman in der Billy-Wilder-Komödie Das verflixte 7. Jahr an der Seite von Marilyn Monroe. Er hatte seine Rolle zunächst 1952 in der Broadway-Produktion auf der Bühne gespielt und wurde dafür mit dem Tony Award ausgezeichnet. Seine Darstellung des zwischen Untreue und Pflichtgefühl hin- und hergerissenen Ehemanns in der Verfilmung brachte ihm zudem einen Golden Globe Award ein. Diese Rolle bildete den Höhepunkt seiner Schauspielkarriere. 1956 war er in der Schlagersatire The Girl Can’t Help It mit Jayne Mansfield neben einem weiteren Sexsymbol der 1950er-Jahre zu sehen. Er spielte in den folgenden Jahrzehnten vor allem in Fernsehproduktionen, unter anderem hatte er Anfang der 1970er-Jahre seine eigene Fernsehshow. Bekannt ist er auch für seine Rolle als Hotelmanager und Ex-Polizist Billy Truman in der Fernsehserie Baretta, die zwischen 1975 und 1978 entstand. Zuletzt stand er 1986 für die Krimiserie Mord ist ihr Hobby vor der Kamera.
Tom Ewell war zweimal verheiratet: Zunächst von 1946 bis 1947 mit Judith Abbott, der Tochter des Autors George Abbott; 1948 heiratete er Marjorie Sanborn, mit der er ein Kind hatte und bis zu seinem Tod 1994 zusammenblieb. Ewell starb im September 1994 mit 85 Jahren nach längerer Krankheit. Seine letzte Ruhestätte fand er in Southampton, New York.

## Filmografie (Auswahl)
- 1940: They Knew What They Wanted
- 1941: Desert Bandit
- 1949: Ehekrieg (Adam’s Rib)
- 1950: Mein Leben gehört mir (A Life of Her Own)
- 1950: Der Held von Mindanao (American Guerrilla in the Philippines)
- 1950: Mr. Music
- 1951: Up Front
- 1952: Abbott und Costello in Alaska (Abbott and Costello Lost in Alaska)
- 1952: Back at the Front
- 1955: Das verflixte 7. Jahr (The Seven Year Itch)
- 1955: Alfred Hitchcock präsentiert (Alfred Hitchcock Presents, Fernsehserie, Folge 1x10)
- 1956: Meine Frau, der Leutnant (The Lieutenant Wore Skirts)
- 1956: The Great American Pastime
- 1956: The Girl Can’t Help It
- 1958: A Nice Little Bank That Should Be Robbed
- 1960–1961: The Tom Ewell Show (Fernsehserie, 32 Folgen)
- 1962: Zärtlich ist die Nacht (Tender Is the Night)
- 1962: Texas-Show (State Fair)
- 1965: Amos Burke (Burke’s Law, Fernsehserie, Folge 2x27)
- 1970: Stellt euch vor, es gibt Krieg und keiner geht hin (Suppose They Gave a War and Nobody Came)
- 1970: Die Leute von der Shiloh Ranch (The Virginian, Fernsehserie, Folge 9x04)
- 1971: Alias Smith und Jones (Alias Smith and Jones, Fernsehserie, Folge 1x11)
- 1972: Spur der schwarzen Bestie (They Only Kill Their Masters)
- 1974: Der große Gatsby (The Great Gatsby)
- 1975–1978: Baretta (Fernsehserie, 45 Folgen)
- 1978: Fantasy Island (Fernsehserie, Folge 1x12)
- 1979: Taxi (Fernsehserie, Folge 2x04)
- 1981–1982: Best of the West (Fernsehserie, 22 Folgen)
- 1982: Trapper John, M.D. (Fernsehserie, Folge 4x09)
- 1983: Monty – Der Millionenerbe (Easy Money)
- 1986: Mord ist ihr Hobby (Murder, She Wrote, Fernsehserie, Folge 2x13 Trial by Error)
- 1986: Butterflies in Heat

## Auszeichnungen
- 1947: Clarence Derwent Award als bester Nebendarsteller in einem Theaterstück für John Loves Mary
- 1953: Tony Award als bester Hauptdarsteller in einem Theaterstück für The Seven Year Itch
- 1956: Golden Globe Award als bester Hauptdarsteller – Komödie oder Musical für Das verflixte 7. Jahr
- 1977: Nominierung für den Emmy als bester Nebendarsteller in einer Dramaserie für Baretta